# International Journal of Network Management
International Journal of Network Management is een internationaal, aan collegiale toetsing onderworpen wetenschappelijk tijdschrift op het gebied van de informatiesystemen en telecommunicatie. De naam wordt in literatuurverwijzingen meestal afgekort tot Int. J. Netw. Manag. Het wordt uitgegeven door John Wiley & Sons namens de Association for Computing Machinery.